# Биман, Леон Робертович
Леон Робертович Биман — начальник Ташкентского СКБ текстильных машин, лауреат Государственной премии СССР (1969).

## Биография
Родился в 1922 г.
В 1951 г. окончил Ленинградский текстильный институт. До этого с 1938 г. работал там же чертёжником, слесарем по ремонту текстильного оборудования (в 1943—1946 гг. в эвакуации в Ташкенте).
В 1951—1954 гг. конструктор Ташкентского завода текстильного машиностроения. С 1954 г. работал в Ташкентском СКБ текстильных машин, с 1966 г. его начальник.
По совместительству с 1953 г. преподавал в Ташкентском институте текстильной и лёгкой промышленности, с 1961 г. доцент.
В 1975—1990 гг. зав. кафедрой начертательной геометрии и инженерной графики Ташкентского института инженеров ирригации и механизации сельского хозяйства.
Лауреат Государственной премии СССР (1969, в составе коллектива) — за создание и внедрение прядильно-крутильной машины типа ПК-100.
Сочинения:
- Текстильное машиностроение Узбекистана [Текст] : (Новые машины) / Л. Р. Биман, В. Г. Правдюк. — Ташкент : Госиздат УзССР, 1959. — 31 с. : ил.; 20 см.